# Crozon
Crozon (bret. Kraozon) – miejscowość i gmina we Francji, w regionie Bretania, w departamencie Finistère.
Według danych na rok 1990 gminę zamieszkiwało 7705 osób, a gęstość zaludnienia wynosiła 96 osób/km² (wśród 1269 gmin Bretanii Crozon plasuje się na 41. miejscu pod względem liczby ludności, natomiast pod względem powierzchni na miejscu 11.).